# Raatosaari (ö i Birkaland, Övre Birkaland, lat 62,07, long 24,15)
Raatosaari är en ö i Finland. Den ligger i sjön Alhonjärvi och i kommunen Ruovesi i den ekonomiska regionen  Övre Birkalands ekonomiska region  och landskapet Birkaland, i den södra delen av landet, 220 km norr om huvudstaden Helsingfors. Öns area är 0,8 hektar och dess största längd är 220 meter i sydöst-nordvästlig riktning.